# マリオvs.ドンキーコング みんなでミニランド
- マリオシリーズ > マリオvs.ドンキーコング > マリオvs.ドンキーコング みんなでミニランド
- ドンキーコングシリーズ > マリオvs.ドンキーコング > マリオvs.ドンキーコング みんなでミニランド

『マリオvs.ドンキーコング みんなでミニランド』（マリオ ブイエス ドンキーコング みんなでミニランド、英題：Mario vs. Donkey Kong: Tipping Stars）は、任天堂より2015年3月19日に発売されたニンテンドー3DS・Wii U用アクションパズルゲーム。アメリカでは同年3月5日、ヨーロッパでは同年3月20日に発売。

## 概要
『マリオvs.ドンキーコング』シリーズと同様にタッチペンでステージ上の仕掛けを操作し、自動で歩き続けるミニマリオをゴールへ導くことを目指す。
また本作は3DS版を買うとWii Uのダウンロード番号が、Wii U版を買うと3DS版のダウンロード番号が付いてくる。

## 登場キャラクター
マリオ
マリオ・トイ・カンパニーの社長でミニランドのオーナー。ドンキーコングに誘拐されたポリーンの救出に向かう。
ポリーン
マリオの友人で、本作のヒロイン。ドンキーコングに再び攫った。
ドンキーコング
本作では冒頭で特に理由が説明されずポリーンを誘拐している。
キノピオ
ミニランドの従業員。エンディングに登場する。